# Глюкозоизомераза
Глюкозоизомеразата е група от ензими, катализиращи взаимопревръщането на алдози в кетози (EC 5.3.1). Представителите в тази група са:
- ксилозоизомераза (D-ксилозокетолизомераза 5.3.1.5) – ензим, превръщащ D-ксилоза в D-ксилулоза;
- манозоизомераза (D-манозокетолизомераза 5.3.1.7) – този ензим катализира превръщането на D-маноза в D-фруктоза;
- глюкозофосфатизомераза (D-глюкозо-6-фосфаткетолизомераза 5.3.1.9) – катализира превръщането на D-глюкозо-6-фосфат в D-фруктозо-6-фосфат;
- глюкозоизомераза (D-глюкозокетолизомераза 5.3.1.18) – превръща D-глюкоза в D-фруктоза.

## Свойства
Най-ярък представител на групата е ксилозоизомераза (D-ксилозокетолизомераза, D-xylose aldose-ketose-isomerase EC 5.3.1.5). Освен катализирането на реакцията D-ксилоза в D-ксилулоза, този ензим много добре катализира реакцията на превръщане на D-глюкоза в D-фруктоза. Именно тази реакция представлява интерес за промишленото му приложение, поради този факт този ензим е по-известен като глюкозоизомераза. Други качества на този ензим са, че той не изисква наличието на NAD+ в разтвора; има добра термостабилност, като ензима запазва активността си до 80 °C, а също така е стабилен в широк диапазон на pH от 4,5-11.

## Механизъм на действие
Действителният субстрат за глюкозоизомеразата е α-D-глюкопираноза, която е в равновесие с β-D-Глюкопираноза в пропорция 36:64%; β-D-Глюкопиранозата пречи на процеса, като се свързва с ензима непродуктивно и конкурира α-D-глюкопиранозата. Реакцията на изомеризация е двупосочна, като равновесното състояние се достига когато съотношението глюкоза: фруктоза в разтвора достигне приблизително 53:47%, като тази пропорция се променя в зависимост от температурата, pH и съдържанието на сухо вещество в субстрата. Общата схема, по която става изомеризирането има 4 етапа:
1. Проста муторотация на глюкопироназата в разтвора от β в α форма.
2. Превръщането на D-глюкозата в D-фруктоза, с помощта на ксилозоизомеразата.
3. Мутаротация на фроктозата в разтвора.
4. Обратно превръщане на D-фруктоза в D-глюкозата с участието на ензима.

Същинският механизъм, по който ензимът действа не е много точно проучен. Една от теориите предполага, че в активния център на ензима протичат седем етапа:
1. Свързване на ензима със субстрата.
2. Превръщане на конформацията „стол“ C1 във „вана“; само тази форма дава цис-ендиол, способен да се изомеризира.
3. Разкъсване на глюкозния обръч, което се катализира от глутминовата киселина в активния център на ензима. Едновременно се пренася протон между кислородните атоми на карбоксилните групи на цис-ендиола. Този етап се явява лимитиращ за реакцията, поради това, че процеса на дециклизация е значително по-бавен от процеса на циклизация.
4. Свързване алдехидната група на глюкозата чрез водородна връзка с гуанидиновия остатък на аргининовата киселина в активния център на глюкозоизомеразата и свързване на протона на втория въглероден атом с N-атом на имидазолната група на хистидина от активния център.
5. Образуване на цис-ендиол.
6. Пренос на протон към първия въглероден атом, като при втория въглероден атом се образува кетонова група. Този механизъм на изомеризация е вътремолекулен и при него няма обмен на протони с водата.
7. Циклизация на фруктозата.

## Структура
Глюкозоизомеразата (ксилозоизомеразата) в промишлеността най-често се получава от продуценти от рода Streptomyces, Aerobacter и Lactobacillus. Ензимът е олигомерен белтък с молекулна маса 160 kDa, изграден от 4 субединици с молекулна маса на всяка 40 kDa. Ензимът е от групата на металзависимите, като съдържа в структурата си 4 Co2+ и до 33 Mg2+ йона. Кобалта е много важен за поддържане структурата на ензима и неговата стабилност, а също така Co2+ се явява кофактор на ензима. Магнезият също е много важен кофактор, като той освен че подобрява стабилността, влияе силно върху скоростта на реакцията.

## Приложение
Глюкозоизомеразата се използва в промишлеността за получаване на глукозо-фруктозни сиропи, които намират широко приложение в хранително-вкусовата промишленост като подсладители в безалкохолната промишленост и сладкарството. Най-често ензима се използва за получаване на глюкозо-фруктозен сироп с 42% съдържание на фруктоза. За целта, най-често в съвременните производства се използва имобилизирана глюкозоизомераза. Основно, се ползва схема от една или няколко колони, напълнени с ензим, през които се пропуска глюкозен сироп, който под въздействието на имобилизирания ензим се изомеризира. Необходимото съдържание на фруктоза в сиропа се регулира чрез управление на основните параметри, влияещи върху процеса на изомеризация, които са: поток през колоната, температура на сиропа в колоната (52 – 60 °C) и pH на сиропа (7 – 8,0). Други параметри влияещи върху ензимната активност са: съдържание на сухо вещество в сиропа – DS (40 – 52%), съдържание на монозахариди – MS (min 92%) и съдържание на Mg2+ в сиропа (около 45 ppm).